# Lindsaea rigidiuscula
Lindsaea rigidiuscula är en ormbunkeart som beskrevs av Carl Axel Magnus Lindman. Lindsaea rigidiuscula ingår i släktet Lindsaea och familjen Lindsaeaceae. Inga underarter finns listade.